# Camp de concentració de Dachau

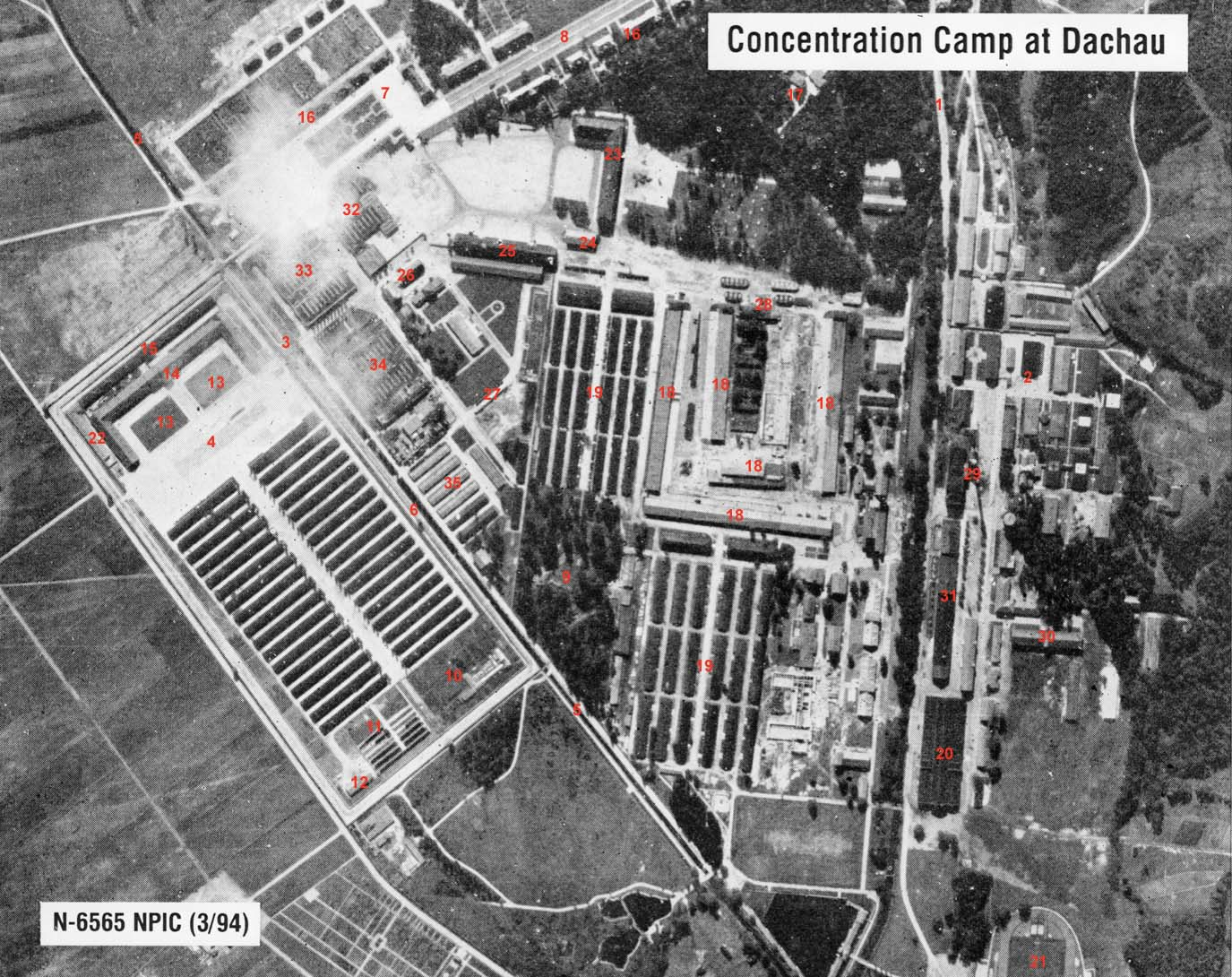
Vista aèria del complex da Dachau, amb el camp de concentració a l'esquerra.

El camp de concentració de Dachau va ser un camp de concentració nazi, inicialment ideat per a retenir presos polítics. Es va construir als terrenys d'una fàbrica de municions abandonada, al nord-est de la població de Dachau, a pocs quilòmetres de Múnic, a Baviera (Alemanya). Va ser el primer camp de concentració que els nazis van posar en funcionament, motiu pel qual va servir de model i de camp de proves dels mètodes de reclusió i extermini que després s'estendrien per tota la xarxa de camps.
Heinrich Himmler el va obrir el 20 de març de 1933 i, dos dies més tard, hi van arribar els primers presoners: comunistes, socialistes i opositors al règim. Ràpidament, el seu propòsit inicial va ser ampliat per a incloure-hi treballs forçats i, més endavant, per a empresonar jueus, gitanos i criminals alemanys i austríacs i, a mesura que avançava la Segona Guerra Mundial, ciutadans dels països que Alemanya ocupava o envaïa. Així és com, durant els dotze anys del seu funcionament, van ser empresonades a Dachau i els seus subcamps més de 200.000 persones de 40 nacionalitats, entre les quals, diversos republicans catalans. El camp de Dachau va teixir una xarxa de quasi un centenar de subcamps, la majoria dels quals eres camps de treball o Arbeitskommandos, situats al sud d'Alemanya i a Àustria. Els presoners que hi eren reclosos vivien amb la por constant pel tractament brutal que podien rebre: arrestos arbitraris que podien representar romandre durant llargs períodes drets a dins de cel·les individuals, flagel·lacions, l'anomenat arbre o pal penjat o mantenir-se en posició d'atenció durant períodes extremadament llargs. A més, també s'hi van dur a terme centenars d'experiments mèdics il·legals i inhumans.
El camp es va mantenir operatiu fins al 29 d'abril de 1945, quan soldats americans van alliberar el camp principal. En aquell moment, hi havia uns 30.000 presoners, dels quals uns 10.000 estaven malalts. Entre els alliberats, hi havia 260 republicans, sense comptar-hi els Kommandos. No es pot saber amb exactitud el nombre de morts que hi hagué en els dotze anys que va estar en actiu –l'únic camp que romangué operatiu durant tot el nazisme, perquè hi havia moltes defuncions durant els transports i, per tant, encara no s'havien registrat; però es calcula que en van morir unes 41.500, de les quals un mínim de 28.000 es van produir entre el gener de 1940 i l'abril de 1945. Montserrat Roig calcula que 120 republicans hi van perdre la vida.
Durant els anys de postguerra, les instal·lacions de Dachau es van fer servir per retenir-hi soldats de les SS mentre esperaven el judici. Després de 1948, va allotjar ciutadans d'origen alemany que havien estat expulsats de l'Europa Oriental i que esperaven ser traslladats i, més tard, durant l'ocupació d'Alemanya, va ser una base militar dels Estats Units d'Amèrica, clausurada el 1960.
En l'actualitat, les instal·lacions es poden visitar, ja que han sigut museïtzades.

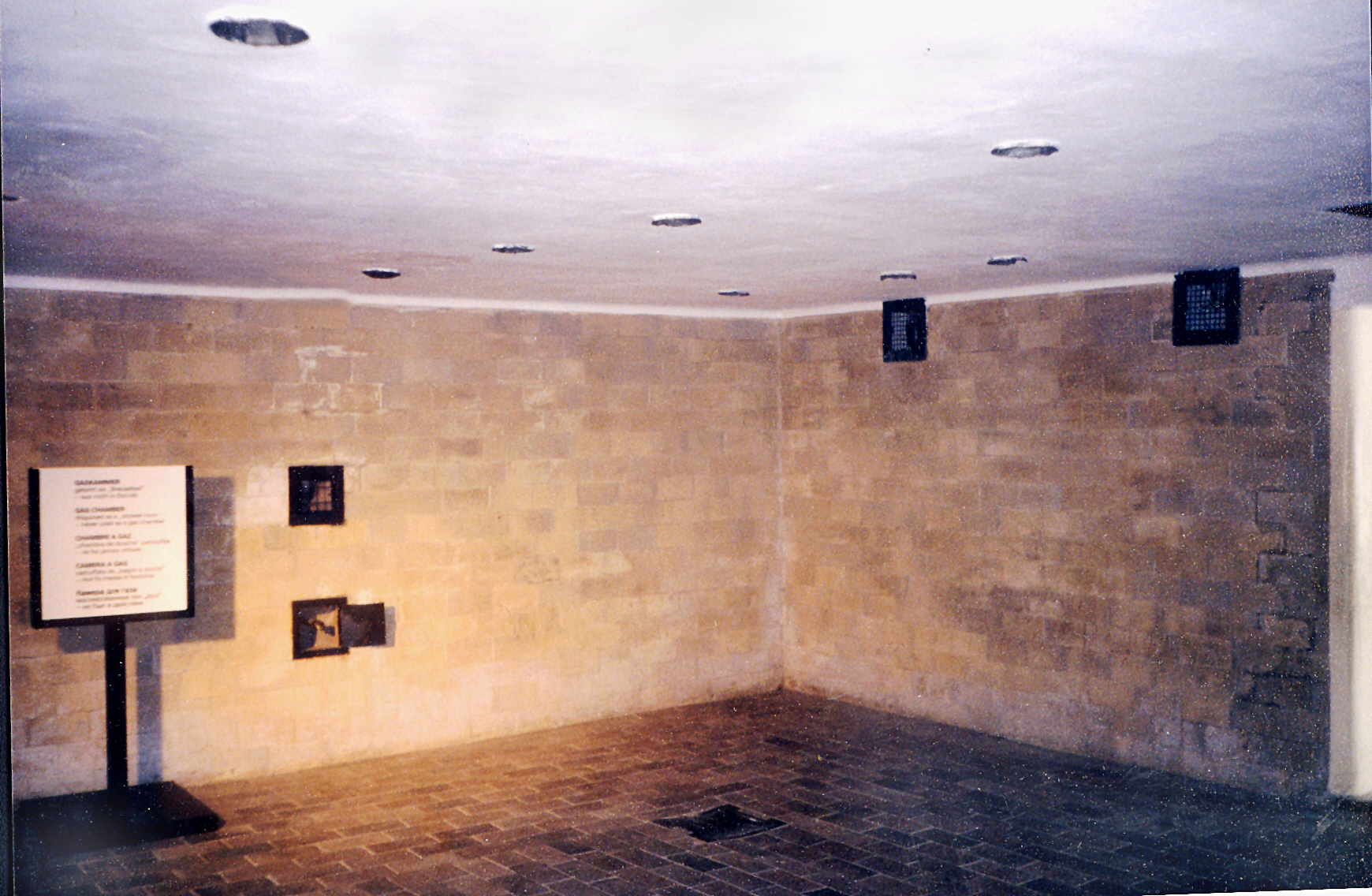
Detall de la cambra de gas.

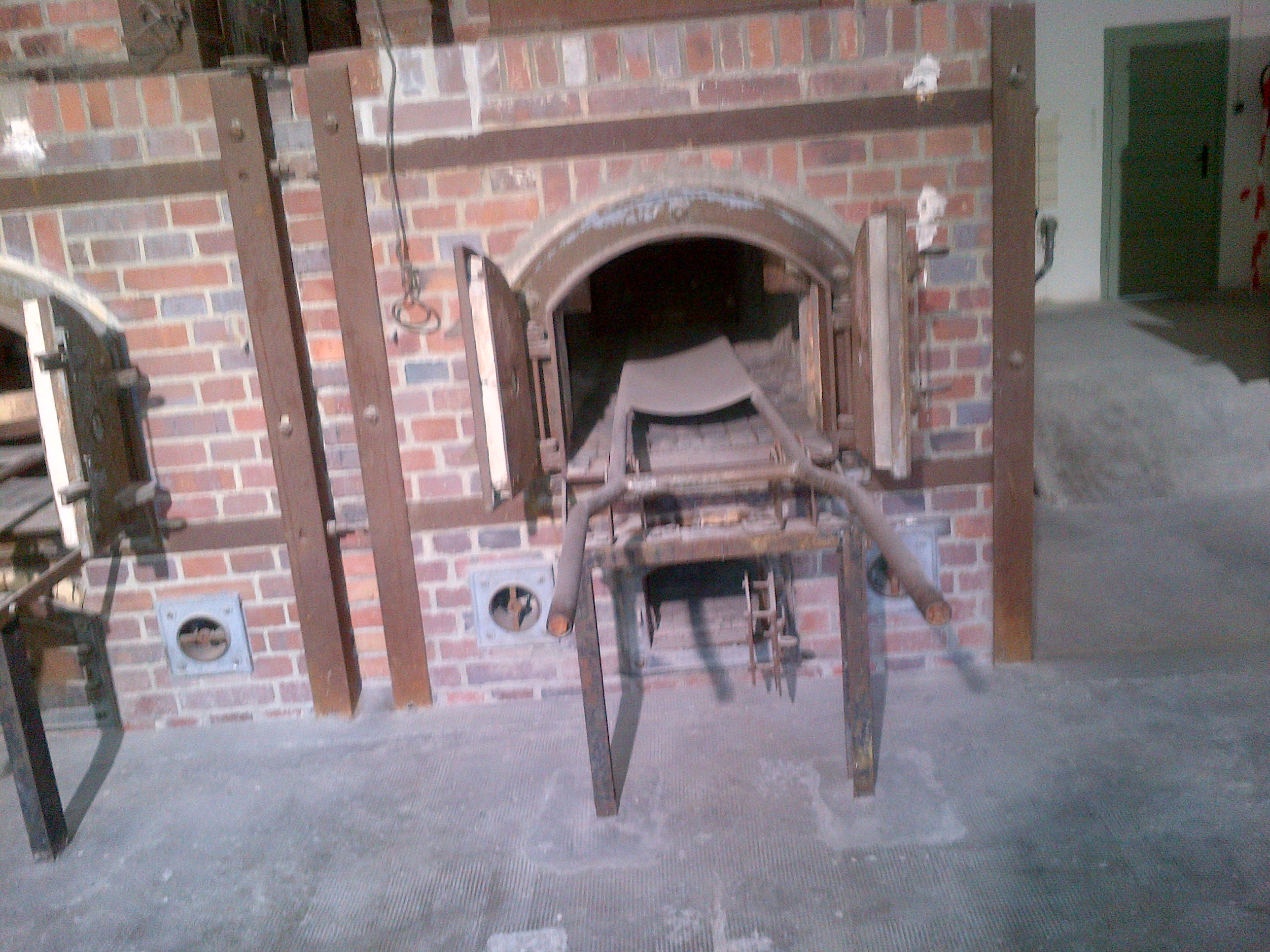
Forns crematoris de Dachau

## Visió general
Dachau feia les funcions de prototip i de model per als camps de concentració alemanys que es construirien posteriorment, on s'enviarien membres de quasi totes les comunitats presents al país. De fet, la premsa informava contínuament del "trasllat dels enemics del Reich als camps de concentració." En aquest sentit, ja al 1935, es va popularitzar la tornada "Lieber Herr Gott, mach mich stumm, Das ich nicht nach Dachau komm'" ("Estimat Déu, fes-me mut, Que no hagi d'anar a Dachau").
La distribució del camp i els plans d'ampliació van ser desenvolupats pel segon comandant de Dachau, Theodor Eicke, i van ser replicats a la resta de camps. Tenia un campament separat i segur a prop del centre de comandament, que consistia en habitatges, administració i camps per a l'exèrcit. L'èxit d'aquest model va afavorir que Eicke es convertís en l'inspector en cap de tots els camps de concentració i en el responsable de l'organització de tots els camps a partir del seu model de Dachau. A la vegada, Dachau va esdevenir també un centre d'entrenament per als guardes de les SS abans de destinar-los a altres camps.
El complex de Dachau estava format pel camp dels presoners, d'uns 2 km², i per un altre complex d'uns 9 km² per a les SS, on hi havia el centre de formació de les SS, la caserna, fàbriques i altres instal·lacions. L'entrada dels presoners al camp tenia una porta de ferro amb el lema "Arbeit macht frei" ("El treball et farà lliure"), frase que també es va instal·lar als camps de Theresienstadt, a prop de Praga, i a Auschwitz I. A la zona reservada a les SS, hi havia un edifici d'administració amb les oficines de la Gestapo i dels oficials de les SS, del director del camp i dels seus subordinats. Aquest edifici contenia un magatzem gran on es guardaven els objectes personals dels presoners, el búnquer, la plaça central on es passava la llista i on els guardes infligien els càstigs físics als presoners –especialment als que intentaven escapar, la cantina on els presoners servien els àpats i cigarretes als SS, un museu que contenia reproduccions fetes am guix de presos que patien defectes corporals, l'oficina del campament, la biblioteca, les casernes i la infermeria, en la qual treballaven presos que anteriorment havien sigut metges o cirurgians de l'exèrcit.
El 1938, el protocol per a les noves arribades es duia a terme al Schubraum, on els presoners havien d'entregar la seva roba i totes les seves possessions. Albert Theis, un presoner luxemburguès, ho descrivia així: "Ens van treure tota la roba. Calia lliurar-ho tot: diners, anells, rellotges. Ara un estava completament nu".
Va ser reconstruït parcialment l'any 1965, per la voluntat d'antics presoners.

## Història

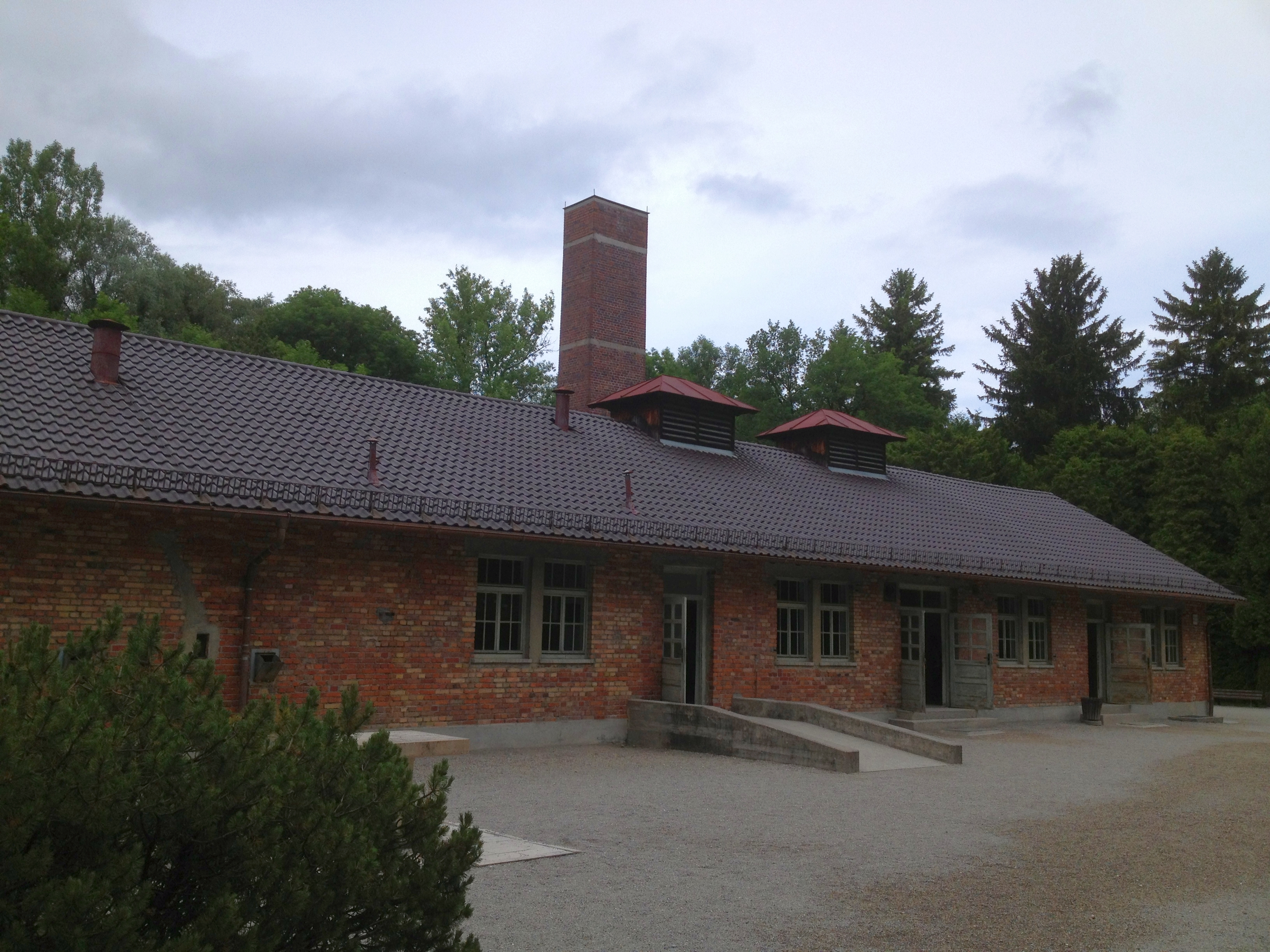
Part davantera nord del crematori de Dachau

### Establiment

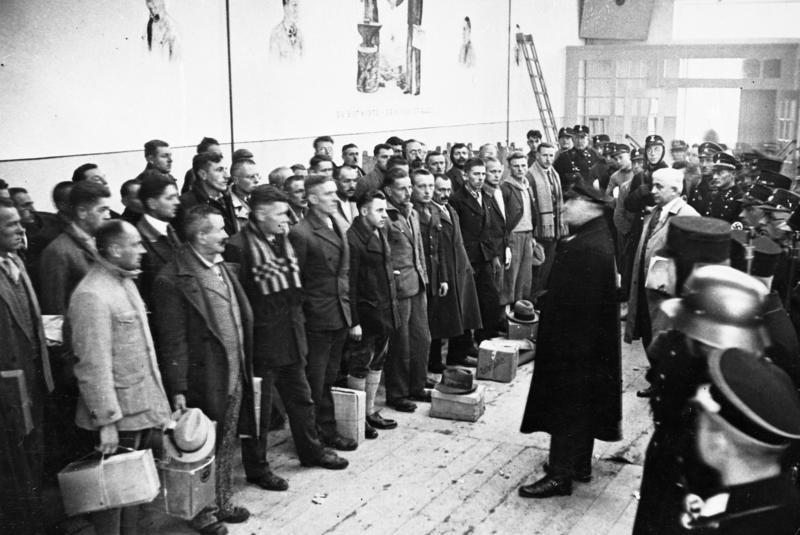
El comandant del camp fa un discurs als presoners que estan a punt de ser alliberats arran d'un indult ofert abans del Nadal de 1933.

El març de 1933, menys de dos mesos després de l'arribada dels nazi al poder, el cap de la policia de Múnic, Heinrich Himmler, va inaugurar el camp. En aquell moment, tenia capacitat per a la "custòdia preventiva" de 5.000 presoners, que es preveia que fossin exclusivament presos polítics contraris al règim, principalment comunistes, socialistes i altres "enemics de l'Estat". En una circular que Himmler va fer arribar a tots els caps de policia, hi anunciava l'obertura del camp amb l'objectiu d'aconseguir "la pacificació nacional i segons el desig de la població". D'aquesta manera, esdevenia el primer camp de concentració establert per la coalició governamental entre el Partit Nacional Socialista dels Treballadors Alemanys (el Partit Nazi) i el Partit Nacional del Poble d'Alemanya (dissolt el 6 de juliol de 1933). Els seus guardians procedien dels SS-Totenkopfverbände ("Unitats de la Calavera" o "Unitats de la Mort"), una unitat independent de les SS creada aquell mateix 1933 que tenia la responsabilitat d'administrar els camps de concentració i d'extermini nazis, entre d'altres tasques.
Els primers 200 presoners van arribar-hi el 22 de març de 1933 procedents de la presó Stadelheim, a Múnic, i de la fortalesa de Landsberg, on Hitler havia escrit Mein Kampf mentre hi era empresonat. A partir de 1935, després de l'entrada en vigor de les Lleis de Nuremberg, el 1935, que institucionalitzaven la discriminació racial, els Testimonis de Jehovà, homosexuals i immigrants també van ser enviats a Dachau. El 1937, les SS van ordenar iniciar la construcció d'un nou complex que ampliaria la capacitat del camp fins als 6.000 presoners i hi va assignar treballadors forçats. La construcció es va enllestir oficialment a mitjans d'agost de l'any següent. Aquell mateix any, després de l'annexió d'Àustria i dels Sudets, s'hi van empresonar més opositors al règim i fins 11.000 jueus alemanys i austríacs. L'any següent, centenars de membres del poble romaní també hi van ser empresonats i, el 1940, després de la invasió alemanya de Polònia, hi van arribar uns altres 13.000 polonesos. Representants del Comitè Internacional de la Creu Roja van inspeccionar el camp el 1935 i el 1938 i en van documentar les dures condicions; però no hi va haver cap altra actuació al respecte.

### Primeres morts (1933): Investigació
Tot just l'endemà que les SS rebessin l'encàrrec de substituir la policia de Baviera en la supervisió del camp, l'advocacia estatal bavaresa va rebre el primer informe descrivint morts de presoners a Dachau. En virtut de l'establert al codi penal bavarès, Josef Hartinger, un alt càrrec del ministeri de justícia de Baviera, i el doctor Moritz Flamm van ser enviats al camp per a investigar les morts, on van evidenciar que hi havia moltes inconsistències entre el relat oficial dels guàrdies i les ferides que presentaven els cadàvers.
Durant diversos mesos, Hartinger i Flamm van recollir evidències significatives d'assassinat i van preparar un cas criminal contra el comandant de Dachau, Hilmar Wäckerle, el metge del camp, Werner Nürnbergk, i el Kanzleiobersekretär (administrador en cap del camp), Josef Mutzbauer. El juny de 1933, Hartinger va presentar el cas al seu superior, el fiscal de l'estat bavarès, Karl Wintersberger, qui, tot i que a l'inici va donar suport a la investigació, més endavant no va voler presentar-ne els resultats al ministeri de justícia perquè va anar sent influenciat per les SS. A conseqüència, Hartinger va reduir l'acusació als quatre casos més flagrants i Wintersberger la va acceptar, després d'haver avisat Himmler prèviament. Llavors, durant un temps, no hi va haver més assassinats a Dachau i Wäckerle va ser transferit a Stuttgart i substituït per Theodor Eicke. L'acusació i les proves relacionades van arribar a l'oficina de Hans Frank, el ministre de justícia de Baviera; però el fitxer va ser interceptat pel Gauleiter Adolf Wagner i guardat en un calaix fins que l'exèrcit dels EUA el va descobrir a la fi de la Segona Guerra Mundial. El 1934, tan Hartinger com Wintersberger van ser transferits a càrrecs locals i Flamm va perdre la seva feina de doctor i va patir dos atemptats, abans de morir sospitosament aquell mateix any.
Les evidències documentades per Flamm dins de l'acusació preparada per Hartiger van ser claus per poder condemnar diversos alts càrrecs nazis als judicis de Nuremberg de 1947. Així mateix, el comportament còmplice de Wintersberger es troba documentat en les seves pròpies proves al judici de Pohl, on es va jutjar l'SS-Obergruppenführer Oswald Pohl i 17 altres alta càrrecs de les SS responsables de la gestió dels camps de concentració nazis.

### El reglament Eicke
A conseqüència de la descoberta de les morts i del trasllat del primer comandant del camp, Hilmar Wäckerle, l'SS-Gruppenführer Theodor Eicke va ser nomenat nou comandant del camp. Tot i que només va ocupar el càrrec un any, el seu lideratge va suposar una reorganització integral del complex que serviria de model per a la resta de camps de concentració nazis. Tan bon punt va arribar a Dachau, va acomiadar la meitat dels 120 guardes que hi treballaven i redactà un reglament intern que equiparava la tolerància amb la feblesa i que establia nous protocols basats en una disciplina estricta, en l'obediència absoluta a les ordres i en l'enduriment de les mesures disciplinàries i de càstig (Lagerordnung) per als detinguts. Va introduir l'ús d'uniformes tant pels guàrdies com pels presoners, essent l'ideòleg de l'infame pijama de franges blaves i blanques que acabaria simbolitzant els camps de concentració i d'extermini nazis arreu d'Europa. L'uniforme dels guàrdies també incloïa la calavera dels Totenkopf al coll de la camisa.
Tot i que les reformes d'Eicke van acabar amb la brutalitat atzarosa que havia caracteritzat els camps al seu inici, les noves regulacions eren molt lluny de ser humanes ja que es va imposar una obediència cega i una disciplina salvatge que incloïa la mort en alguns casos, fins i tot per haver comès delictes trivials. Així mateix, la imposició de la Postenpflicht (el deure dels guàrdies) a partir de l'1 d'octubre de 1933 obligava els guàrdies a disparar a qualsevol presoner implicat en activitats de resistència o d'evasió sense previ avís. De fet, Eicke fou conegut per la seva brutalitat, detestava la feblesa i instruïa els seus homes dient que qualsevol SS de cor moll hauria "... de retirar-se immediatament a un monestir". L'historiador Nikolaus Wachsmann afirma que, tot i que fou Himmler qui va establir les "directrius principals del sistema de camps de les SS," Eicke n'era el seu "principal motor." El seu antisemitisme, antibolxevisme i la seva insistència en l'obediència incondicional cap a ell, les SS i Hitler, van fer que Himmler el veiés amb bons ulls i fos promocionat a SS-Brigadeführer el gener del 1934. Al maig següent, Eicke ja s'autoanomenava "l'inspector dels camps de concentració" de l'Alemanya nazi.

### Treball forçat

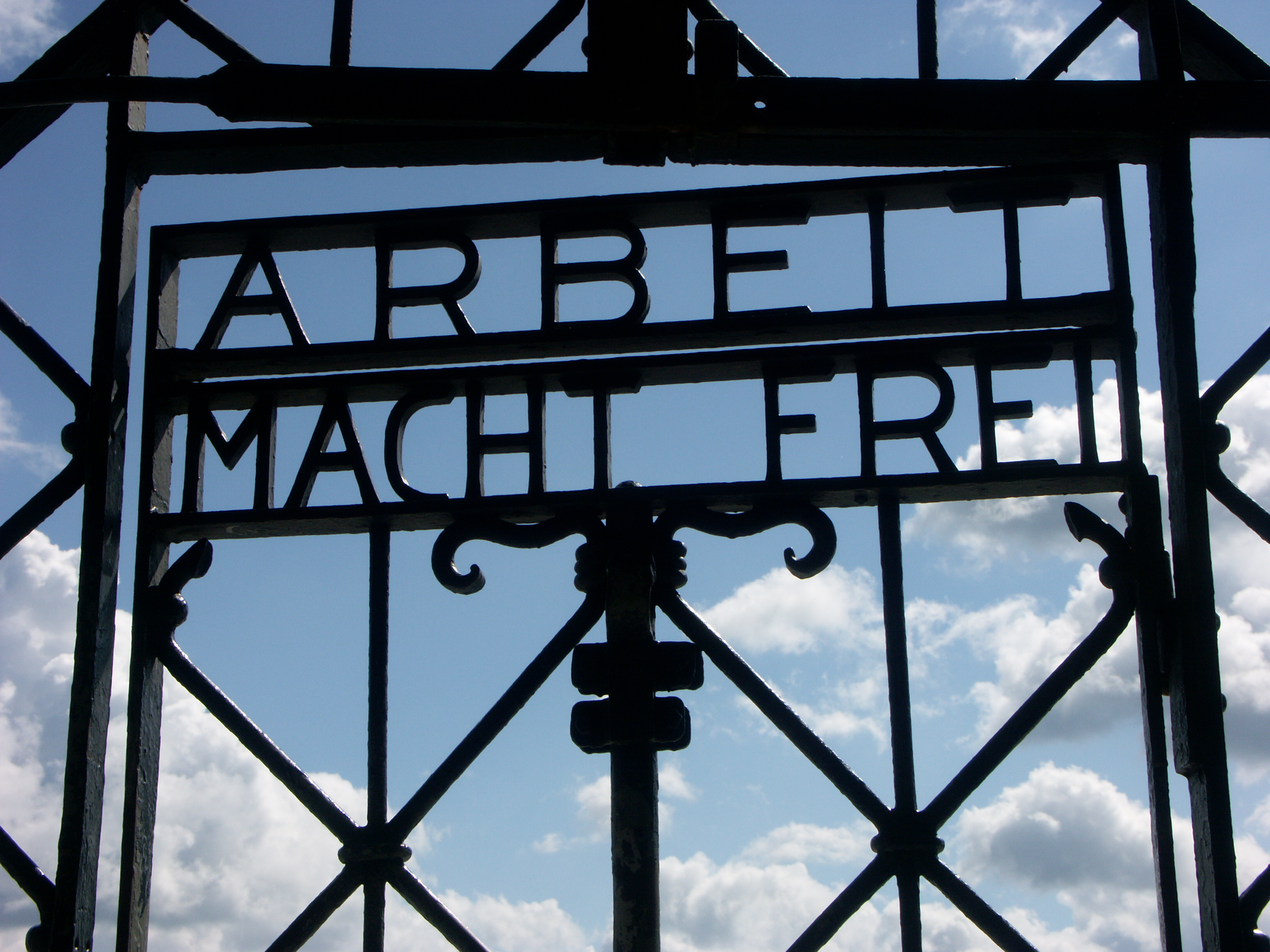
L'entrada a l'edifici Jourhaus, per on s'entrava al camp de presoners conté el lemaArbeit macht frei ("El treball et farà lliure")

La propaganda nazi assegurava que els camps de concentració eren camps de treball i de reeducació i, per aquest motiu, l'entrada principal del camp tenia una porta de ferro amb el lema "Arbeit macht frei" ("El treball et farà lliure"). Tot i això, l'objectiu real era un altre. En aquest sentit s'expressava el cap de la policia auxiliar de Múnic, Johann-Erasmus Freiherr von Malsen-Ponickau, en un discurs que feia als guardes de les SS que van arribar a Dachau després de la seva obertura:
Camarades de les SS!

Ja sabeu la missió que ens ha donat el Führer. No hem vincut aquí per a qüestions humanitàries amb aquests porcs. No els considerem éssers humans, com nosaltres, sinó persones de segona classe. Durant anys, han pogut dur a terme la seva existència criminal; però, ara, tenim el poder. Si aquests porcs l'haguessin ostentat, ens haurien tallat el cap a tots. Per tant, no hi ha espai per al sentimentalisme. Si algú no pot veure la sang dels camarades, no pertany al grup i, més val que marxi. Mentre més porcs d'aquests fem caure, a menys n'haurem d'alimentar.
Així doncs, els presos del camp ben aviat van ser utilitzats de d'obra forçada, tot seguint un mètode de tortura i d'extermini a través de treballs forçats. Per això, es va preveure que els presoners de Dachau fossin mà d'obra forçada a una fàbrica de munició i que expandissin el camp, el qual tenia unes dimensions d'uns 300 x 600 metres sobre una base rectangular.
1941. Començament de l'execució en massa de més de 4.000 presoners soviètics.
1942. Més de 2.500 presoners són assassinats amb gas verinós al castell de Hartheim, prop de Linz.
1943. Construcció de més de 150 subcamps, on els presoners fan treballs forçats per a la indústria bèl·lica.
1944. 10.000 presoners jueus són assassinats als subcamps. Es desencadena una epidèmia de tifus.
1945. Alliberament del camp per les tropes dels EUA.

## Personal

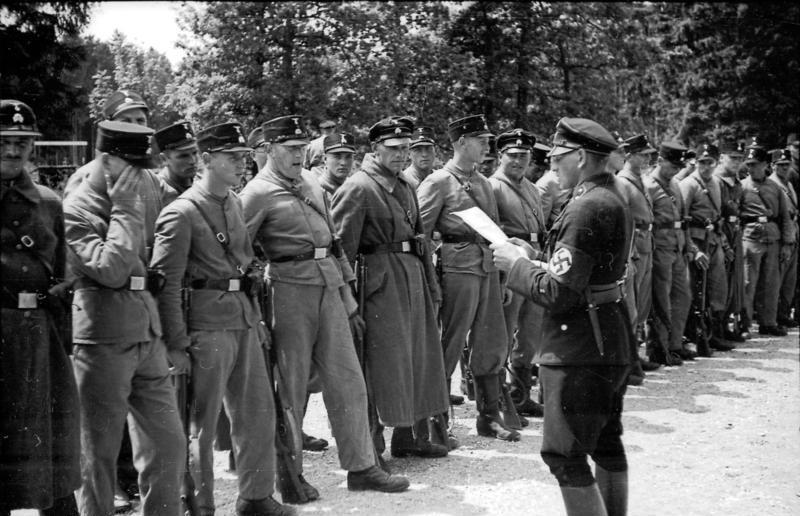
Guardians de les SS arriben al camp de "custòdia preventiva" de Dachau, 27 de maig de 1933 (Foto: Friedrich Franz Bauer)

### Comandaments
- SS-Standartenführer Hilmar Wäckerle (22 de març de 1933 - 26 de juny de 1933)
- SS-Gruppenführer Theodor Eicke (26 de juny de 1933 - 4 de juliol de 1934)
- SS-Oberführer Alexander Reiner (4 de juliol de 1934 - 22 d'octubre de 1934)
- SS-Brigadeführer Berthold Maack (22 d'octubre de 1934 - 12 de gener de 1934)
- SS-Oberführer Heinrich Deubel (12 de gener de 1934 - 31 de març de 1936)
- SS-Oberführer Hans Loritz (31 de març de 1936 - 7 de gener de 1939)
- SS-Hauptsturmführer Alex Piorkowski (7 de gener de 1939 - 2 de gener de 1942)
- SS-Obersturmbannführer Martin Weiß (2 de gener de 1942 - 30 de setembre de 1943)
- SS-Hauptsturmführer Wilhelm Weiter (30 de setembre de 1943 - 26 d'abril de 1945)
- SS-Obersturmbannführer Martin Weiß (26 d'abril de 1945 - 28 d'abril de 1945)

### Altre personal

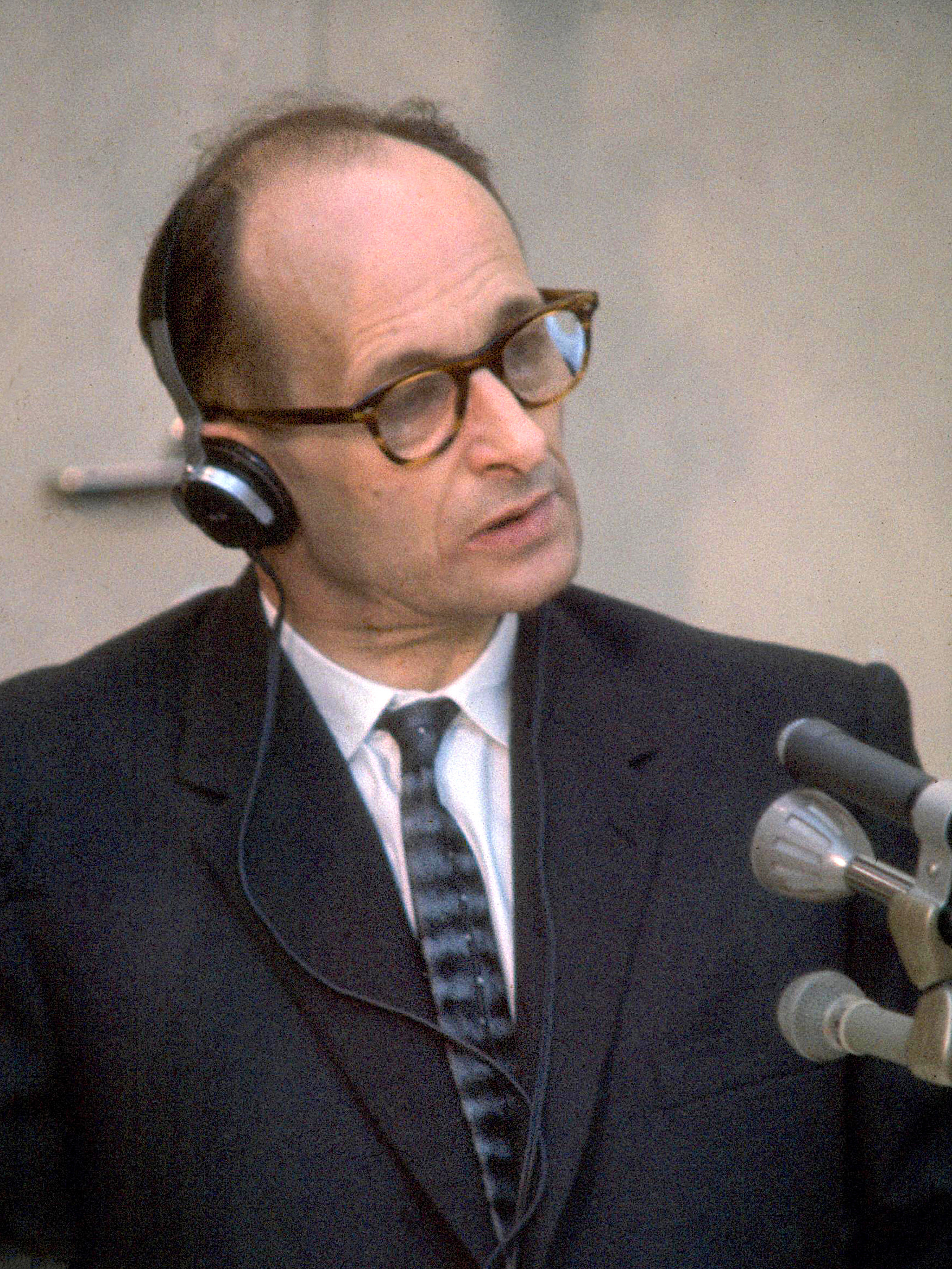
Adolf Eichmann durant el seu judici el 1961

- Adolf Eichmann (29 de gener de 1934 – octubre de 1934)[37]
- Rudolf Höss (novembre de 1934 – agost de 1938): ocupà els càrrecs de blockführer i rapportführer[38]
- Max Kögel (1937–1938)
- SS-Untersturmführer Hans Steinbrenner (1905-1964), considerat un dels guardes més brutals;[39]
- SS-Obergruppenführer Gerhard Freiherr von Almey, germanastre de Ludolf von Alvensleben (funcionari de les SS);
- Otto Rahn (1937)[40]
- SS-Untersturmführer Johannes Otto
- SS-Sturmscharführer Heinrich Wicker

## Alliberament del camp

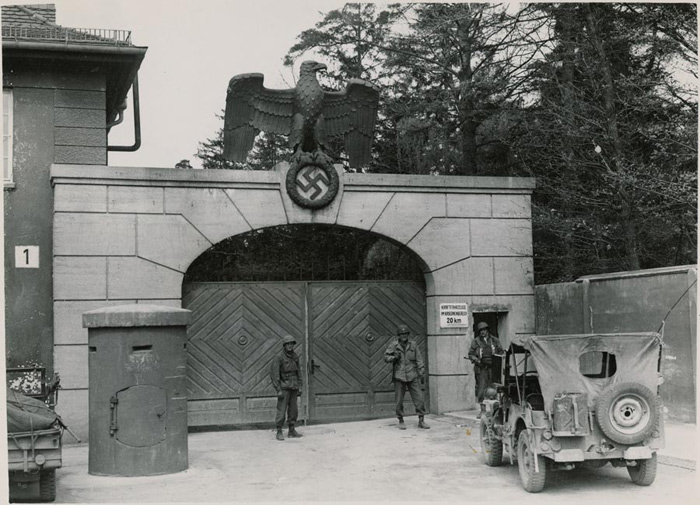
Tropes americanes custodien l'entrada de Dachau poc després del seu alliberament

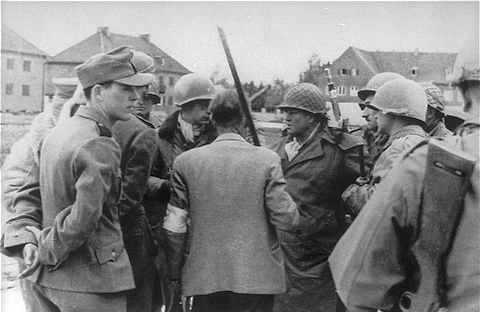
Homes de les SS es reuneixen amb el general Henning Linden (casc amb xarxa, mirant cap a la dreta) durant l'alliberament del cap de concentració (29 d'abril de 1945)

El camp va ser alliberat per tropes dels EUA el 29 d'abril de 1945. Durant molts anys, hi ha hagut certa controvèrsia sobre si els alliberadors foren els membres de la 45a Divisió d'Infanteria o les tropes de la 42a Divisió. El coronel John H. Linden, fill de Henning Linden, el comandant de la 42a Divisió en el moment de l'alliberament del camp, va adreçar aquest assumpte en el llibre Surrender of the Dachau Concentration Camp, 29 APR 45: The True Account, on donava nombroses referències primàries que defensaven l'argument de son pare.

### Camp principal

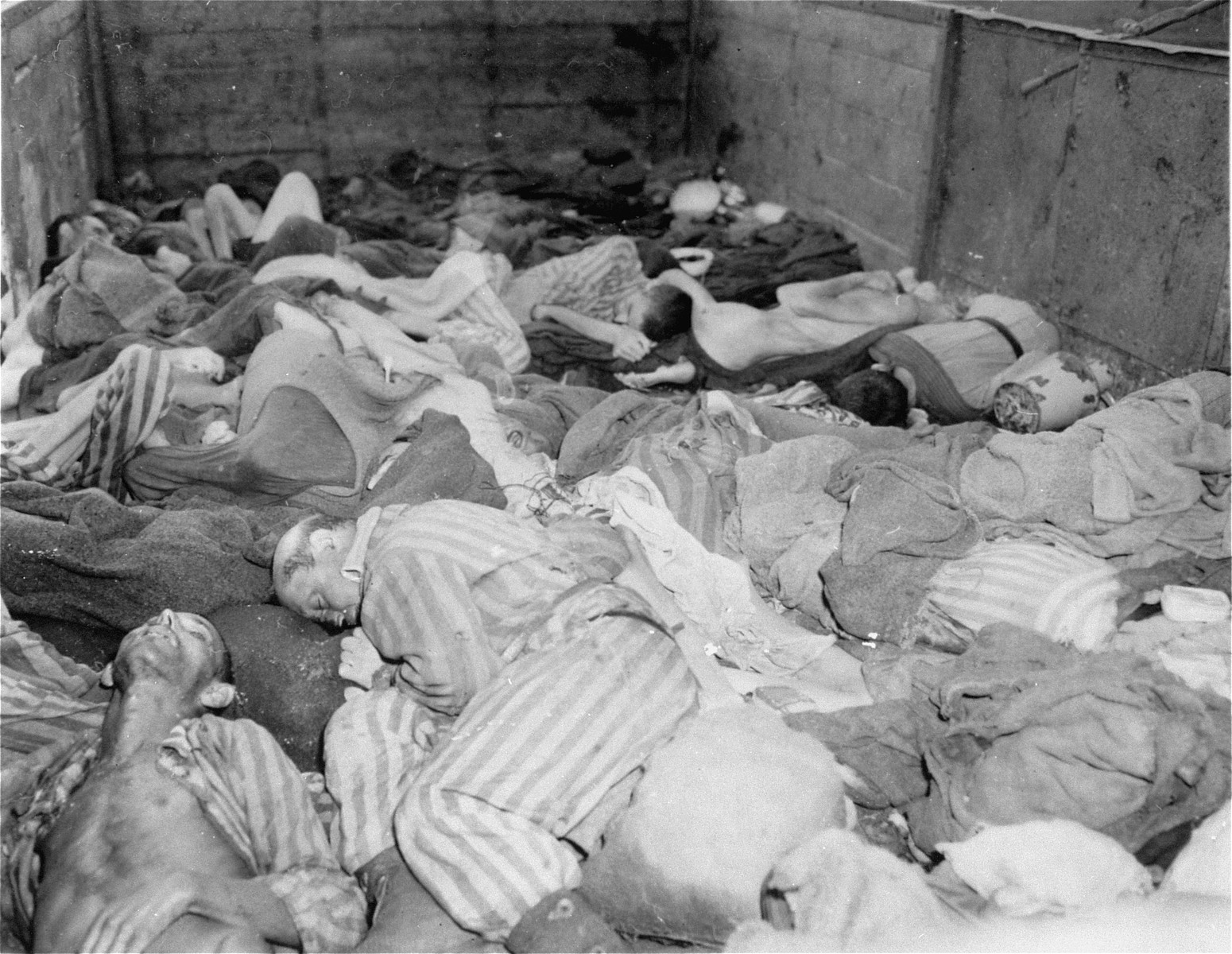
Cadàvers al tren de la mort de Dachau

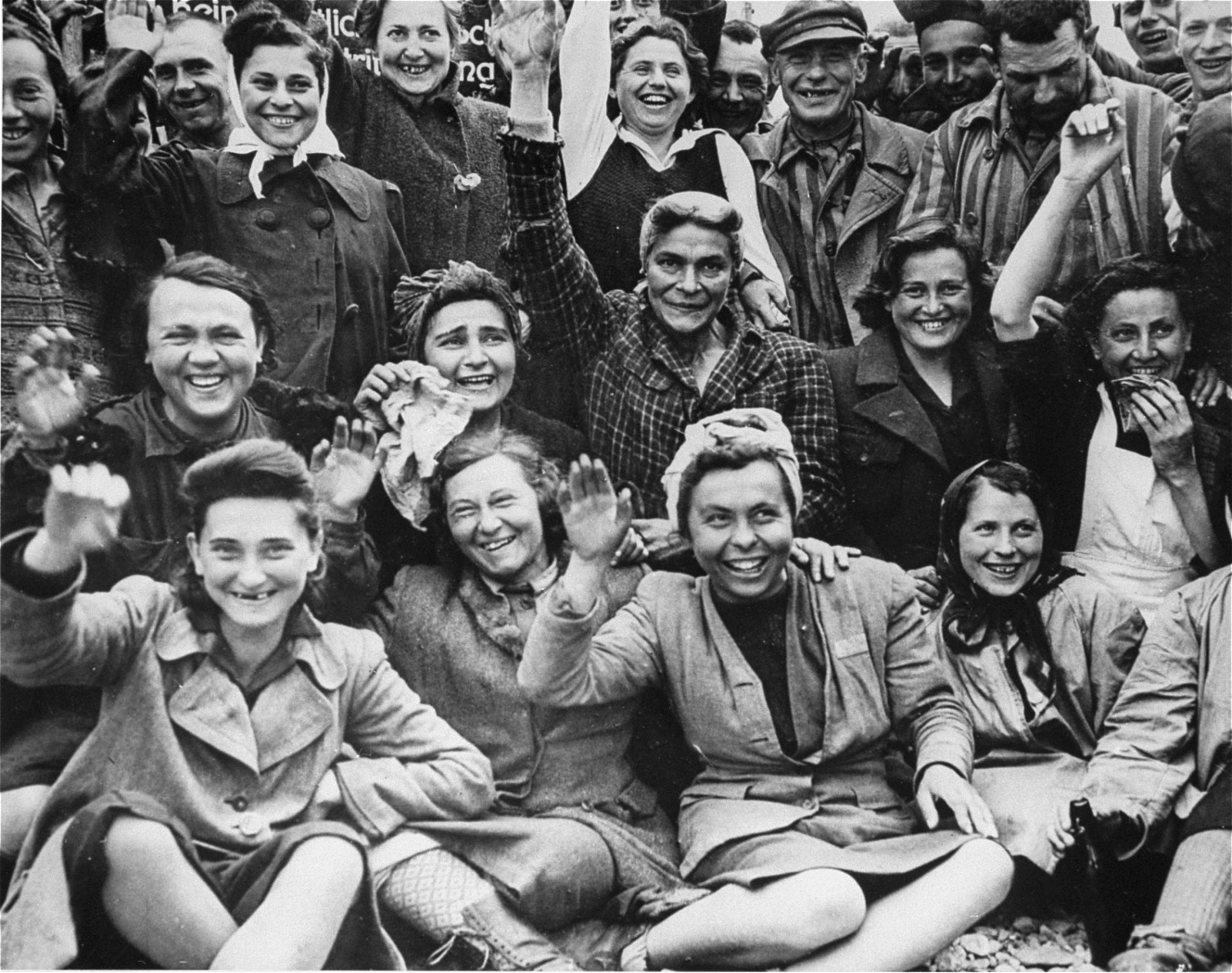
Presoneres de Dachau saluden els seus alliberadors

En paral·lel a l'avanç dels Aliats sobre el territori controlat pel Tercer Reich, a l'estiu de 1944, les SS van iniciar l'evacuació dels primers camps de concentració i la deportació dels presoners cap a camps situats en zones considerades més segures. Milers de presoners van ser assassinats abans o durant els desplaçaments a causa de malalties o de dificultats per caminar. A mesura que els presoners de camps evacuats arribaven a altres camps de concentració, aquests s'anaven superpoblant, circumstància que afegia més dificultats a la supervicència dels reclusos, ja que les condicions esdevenien encara més antihigièniques i les racions alimentàries eren encara més minses. Aquesta situació va ser especialment nefasta a partir de la fi del 1944. De fet, al novembre hi va haver una epidèmia de tifus a Dachau que va matar molts personers.
Durant la segona fase de l'evacuació, l'abril de 1945, Himmler va organitzar rutes d'avacuació precises pels camps que encara quedaven sota control nazi. En virtut d'aquesta normativa, els presoners de camps del nord d'Alemanya havien de ser traslladats cap a les costes de Mar Bàltica i del Mar del Nord, on haurien de ser ofegats i els interns a camps del sud del Tercer Reich haurien de ser concentrats cap als Alps, la zona on les SS pretenien resistir els atacs dels Aliats. El 28 d'abril de 1945, hi va haver una revolta al poble de Dachau on hi participaren antics presoners del camp i alguns interns que n'havien pogut fugir, conjuntament amb una companyia renegada del Volkssturm (milícia civil). Cap a les 8:30 del matí, els rebels van aconseguir ocupar l'ajuntament; però les SS van eliminar l'aixecament en poques hores de manera salvatge.
Essent com eren conscients que Alemanya perdria la guerra, les SS van intentar eliminar les proves dels camps que havien comès als camps de concentració. Així doncs, l'abril de 1945 van iniciar la destrucció de les proves i a planejar l'assassinat dels presoners, utilitzant els codis en clau "Wolke A-I" (Núvol A-1) i "Wolkenbrand" (Núvols de foc), plans que, finalment, no es van dur a terme. A mitjans d'abril, van començar els plans per a evacuar Dachau i, seguint les instruccions de Himmler, enviar els presoners cap al Tirol. Per aquest motiu, el 26 d'abril uns 10.000 presoners van ser forçats a abandonar el camp ja fos a peu, en trens o en camions. El grup més gran, d'uns 7.000 integrants va ser dirigit cap al sud, en una marxa de la mort que va durar diversos dies i durant la qual van perdre la vida més d'un miler dels presoners. More than 1,000 prisoners did not survive this march. Els transports també van provocar la mort de molts altres presoners.
El mateix 26 d'abril, Karl Riemer, un dels presoners de Dachau, va aconseguir escapar-se'n i va poder demanar ajuda a les tropes dels EUA. el 28, Victor Maurer, un representant de la Creu Roja, va negociar un acord de rendició del camp a les tropes dels EUA. Aquella nit, un comitè internacional de presoners clandestí va prendre el control del camp. Membres del 3r Batalló d'Infanteria de la 45a Divisió d'Infanteria dels EUA, comandats pel tinent coronel Felix L. Sparks, van rebre ordres d'assegurar el camp. L'endemà, Sparks va liderar part del seu batalló mentre entrava al camp a través d'un mur lateral. Aproximadament al mateix temps, At about the same time, el general de brigada Henning Linden encapçalava el 222è Regiment d'Infanteria de la 42a Divisió d'Infanteria, per a acceptar la rendició formal del camp de mans del tinent alemany Heinrich Wicker a una entrada entre el camp i les casernes de la guarnició de les SS. Linden anava acompanyat de la periodista estatunidenca Marguerite Higgins i d'altres periodistes, motiu pel qual la seva unitat va tenir més ressò internacional. En el moment de l'entrada dels soldats dels EUA, hi havia encara més de 30.000 presoners al camp.

### Camps satèl·lits
El primer subcamp de Dachau descobert pels Aliats fou el de Kaufering IV, el 27 d'abril de 1945. Aquesta mateixa divisió, la 12a blindada, també va alliberar els subcamps d'Erpting, Schrobenhausen, Schwabing, Langerringen, Türkheim, Lauingen, Schwabach i Germering.

### Massacre de Dachau

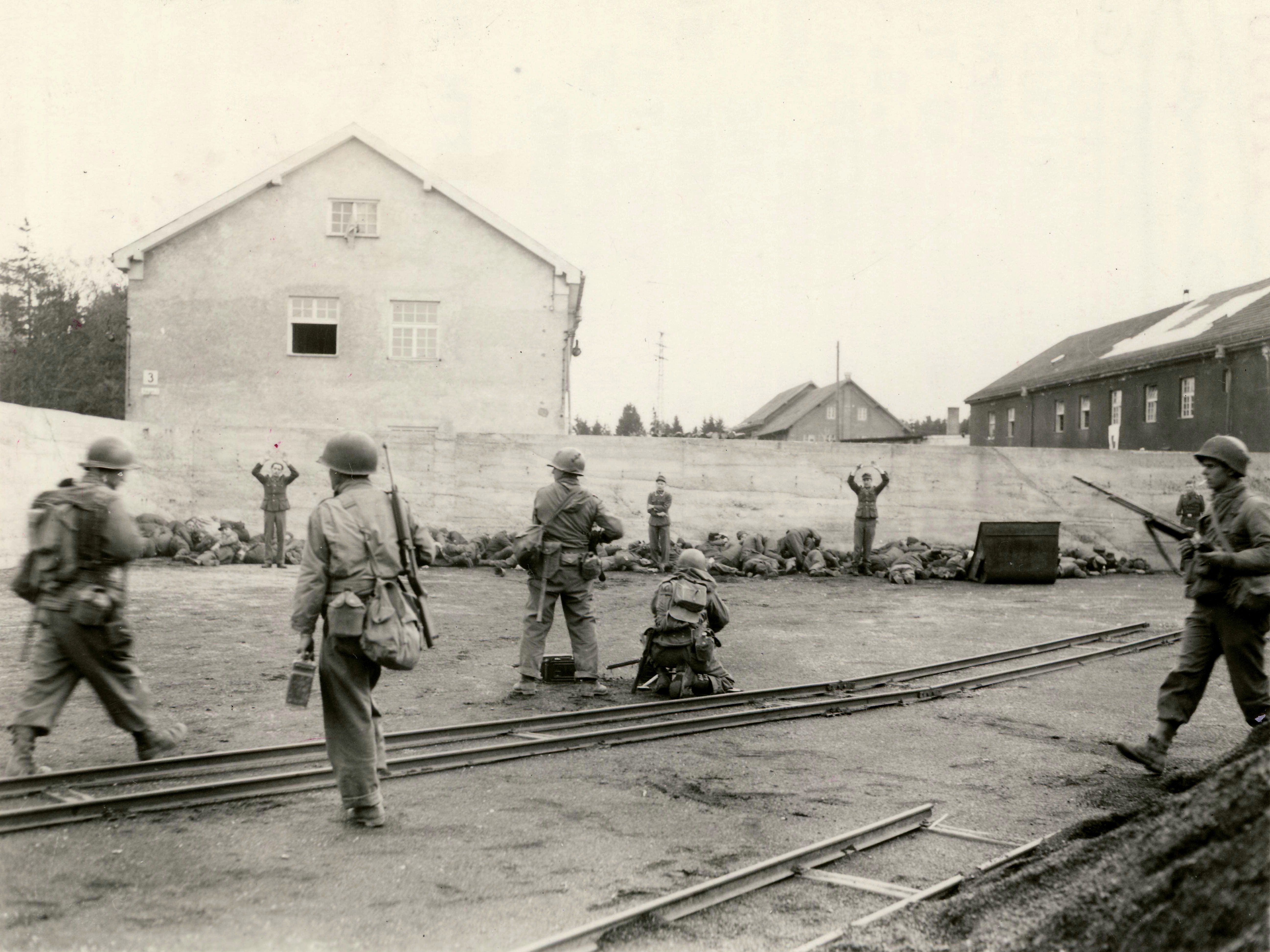
Fotografia que, presumptament, mostra l'execució de tropes de les SS a una carbonera del cmp de Dachau durant el seu alliberament, el 29 d'abril de 1945 (Fotografia de l'Exèrcit dels Estats Units d'Amèrica)

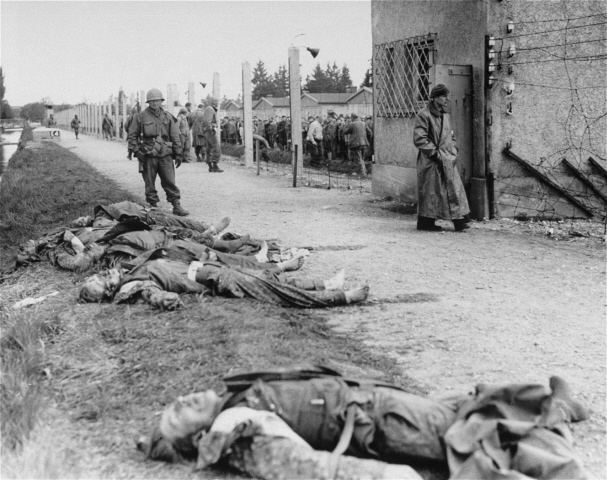
Soldats alemanys morts a Dachau, presumptament assassinats per soldats dels EUA.

A diferència de l'alliberament d'altres camps, els soldats que van alliberar Dachau ho van fer durant una dura batalla i, si bé estaven preparats per aguantar els patiments de la lluita, no ho estaven per a acceptar les atrocitats que van descobrir al camp i es van prendre la llei per la seva banda. A resultes, diversos soldats alemanys –guardes del camp i soldats ferits i malalts d'un hospital proper– van ser morts directament per soldats dels EUA o per presoners alliberats amb el suport dels americans.
El 1989, el general de brigada Felix L. Sparks, el coronel en funcions d'un batalló present en l'alliberament del camp va afirmar que no creia que les víctimes mortals alemanyes superessin la trentena. Una investigació interna de l'Exèrcit dels EUA duta a terme entre el 3 i el 8 de maig de 1945 titulada "American Army Investigation of Alleged Mistreatment of German Guards at Dachau" va concloure que havien mort 21 SS, més un nombre indeterminat d'altres SS, a la vegada que altres havien estat ferits després de rendir-se. A més a més, s'estima que entre 25 i 50 altres SS van ser morts pels presoners alliberats. La fotògrafa estatunidenca Lee Miller va visitar el camp just després del seu alliberament i va fotografiar guàrdies SS morts pels soldats o pels presoners.
Segons Sparks, es va iniciar l procés de la cort marcial contra ell i altres companys sota el seu comandament; però el general George S. Patton, qui acabava de ser nomenat governador militar de Baviera, va decidir rebutjar els càrrecs.
Les tropes americanes van forçar els ciutadans que vivien a prop del camp a visitar-lo perquè veiessin amb els seus propis ulls les condicions i ajudessin a enterrar els morts. Molts d'ells van quedar en estat de xoc per l'experiència i van defensar que no tenien cap coneixement de les activitats que es duien a terme al camp.

## Personatges internats
- Universo Lípiz, cubà.
- Léon Blum, president de la República francesa
- Maximilià de Hohenberg, duc de Hohemberg, i fill primògenit de l'arxiduc Francesc Ferran d'Àustria
- Antònia de Luxemburg, princesa de Luxemburg i esposa del cap de la casa reial de Baviera, el príncep Robert de Baviera
- També foren internats a Dachau tots els fills i nets de la princesa Antònia, entre els quals destaca Albert de Baviera, Francesc de Baviera i el duc Max de Baviera
- Kira de Rússia, gran duquessa de Rússia, besneta del tsar Alexandre II de Rússia
- Lluís Ferran de Prússia (cap de la casa reial de Prússia)
- Felip de Hessen-Kassel, cap de les cases gran ducals de Hessen-Darmstadt i de Hessen-Kassel i gendre del rei Víctor Manuel III d'Itàlia
- Francesc Xavier de Borbó i Parma, duc de Parma i cap del carlisme des de 1936 fins al 1977
- Miquel Clavaguera Serra, santapauenc membre de la Resistència Francesa
- Martin Niemöller.